# محمد علي رزق
ممثل مصري، كانت بدايته من خلال الظهور في العديد من الإعلانات التلفزيونية، قبل أن يشارك بمسلسل (سوق العصر) عام 2001، لتتوالى أعماله بعدها والتي من أبرزها (دنيا، سيدنا السيد، الرجل العناب).

## أعمال

### مسلسلات
| - بيت فرح : 2022 - المشوار :2022 - ورا كل باب ج 2 :2021 - الحرير المخملي:2021 - الوجه الآخر: 2020 - النهاية: 2020 - شبر ميه:2019 - أبو جبل:2019 - بحر: 2019 - الأب الروحي:2017 - عزيز - الحصان الأسود:2017 - رامز - كابتن أنوش:2017 - مدحت - ريّح المدام:2017 - إزي الصحة:2017 - ضيف شرف - لمعي القط:2017 - الظابط سعيد - هربانة منها:2017 - فيصل - الميزان:2016 - المحامي ياسر عبد المجيد - سبع أرواح:2016 - المخرج بخيت العادلي - ضل راجل: 2021 - ذهاب وعود:2015 - بعد البداية:2015 - معتصم/محرر بجريدة البلد - استيفا:2015 - من الجاني؟:2015 - كريم - إمبراطورية مين:2014 - سرايا عابدين (ج1، 2):2014، 2015 - خيرت - جبل الحلال:2014 - عطية - قلوب:2014 - أمجد أخو جان - صاحب السعادة:2014 - بدون ذكر أسماء:2013 - الرجل العناب:2013 - بهجت الصحفي - اسم مؤقت:2013 - ميراث الريح:2013 - سيدنا السيد:2012 - عابد - باب الخلق:2012 - الخواجة عبد القادر:2012 - زهرة وأزواجها الخمسة:2010 - الكبير أوي (ج1):2010 - رجل من الفلاحين - عايزة أتجوز:2010 - تامر وشوقية (ج4):2010 - سلطان الغرام:2007 - عيون ورماد:2007 - أولاد الأكابر:2003 - سوق العصر:2001 - ولاد الطيب مرزوق وإيتو: |

### أفلام
| - السيستم: 2024 - درويلة: 2024 - معالي ماما 2022 - شريط 6 : 2020 - حرب كرموز:2018 - آخر ديك في مصر:2017- شيرين عبد الوهاب | - هروب اضطراري:2017- عبد الله - ضيف شرف - عشان خارجين:2016- هنون - الماء والخضرة والوجه الحسن:2016- زنجر - من 30 سنة:2016 - فزاع:2015 - كرم الكينج:2015- سيد - الحرب العالمية الثالثة:2014 - رأفت الهجان | - حلم عزيز:2012- موظف السُلفة - بنات العم:2012 - بيبو وبشير:2011 - سامي أكسيد الكربون:2011 - 678:2010 - أشرف حرامي:2008 - التوربيني:2007 | - العيال هربت:2006 - ملك وكتابة:2006 - واحد كابوتشينو:2005 - دنيا:2005 - حالة حب:2004 - من نظرة عين:2003 - اختفاء جعفر المصري:2002 |

### أخرى
| - بابا فالنتينو:2017 - مسلسل اذاعي- وليد - شغل عفاريت:2014 - مسرحية - الحد الأدنى:2014 - مسرحية - Sms:2010 - مسرحية | - قهوة سادة:2009 - مسرحية - الإسكافي ملكاً:2008 - مسرحية - بلاغ:2002 - سهرة تليفزيونية |

## روابط خارجية
- محمد علي رزق على موقع الدهليز
- محمد علي رزق على موقع قاعدة بيانات الأفلام العربية